# Graniti (Roms tunnelbana)
Graniti är en station på Roms tunnelbanas Linea C. Stationen är belägen i korsningen mellan Via Tortorici och Via Graniti i Finocchio i sydöstra Rom och togs i bruk år 2014.
Stationen Graniti har:
- Biljettautomater
- WC

## Kollektivtrafik
- Busshållplatser för ATAC och COTRAL

## Omgivningar
- Santa Maria della Fiducia
- Via Casilina
- Collina della Pace – Parco Peppino Impastato